# 13 de janeiro
13 de janeiro é o 13.º dia do ano no calendário gregoriano. Faltam 352 dias para acabar o ano (353 em anos bissextos).

## Eventos históricos

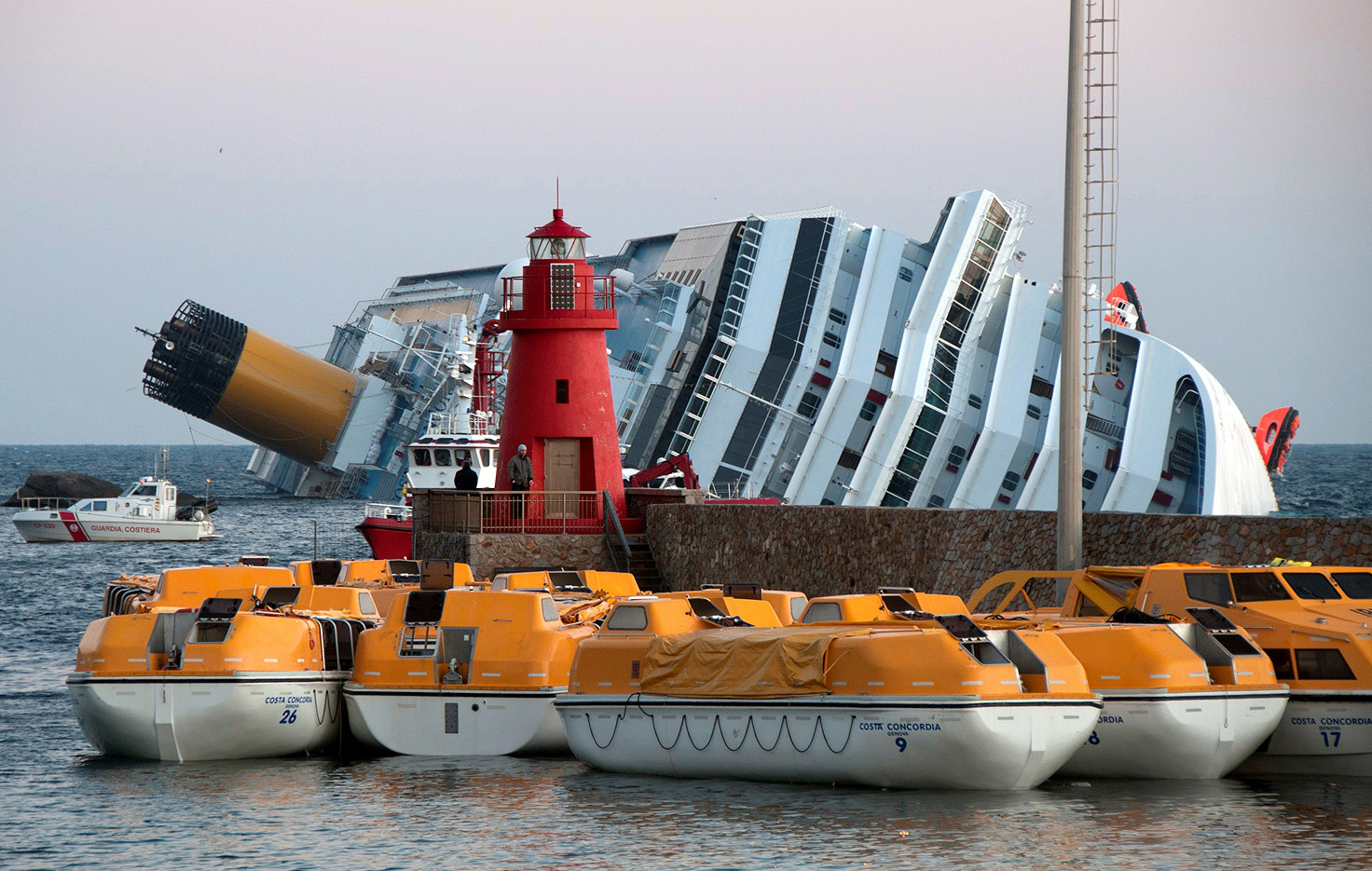
2012: Naufrágio do Costa Concordia

- 0027 a.C – O cônsul da República Romana Otaviano transfere o estado à livre disposição do Senado Romano e do povo. Ele recebe a Hispânia, a Gália e a Síria como suas províncias por dez anos.[1]
- 0532 — Revolta de Nica ocorreu durante a temporada de corridas no hipódromo de Constantinopla, como resultado do descontentamento com o governo do imperador Justiniano.
- 1435 — Promulgada pelo Papa Eugênio IV a bula papal Sicut dudum, proibindo a escravização dos nativos guanches das Ilhas Canárias pelos espanhóis.
- 1750 — Firmado o Tratado de Madri, documento que definiu grande parte do território brasileiro.
- 1797 — Guerras Revolucionárias Francesas: uma batalha naval entre um navio de linha francês e duas fragatas britânicas ao largo da costa da Bretanha termina com o navio francês encalhando, resultando em mais de 900 mortes.
- 1815 — Guerra Anglo-Americana: tropas britânicas capturam Fort Peter em St. Marys, no estado americano da Geórgia.
- 1825 — Confederação do Equador: Frei Caneca é fuzilado diante dos muros do Forte de São Tiago das Cinco Pontas, Recife.
- 1842 — Dr. William Brydon, um cirurgião assistente do Exército Britânico da Companhia das Índias Orientais durante a Primeira Guerra Anglo-Afegã, torna-se famoso por ser o único sobrevivente de um exército de 4 500 homens e 12 000 seguidores do acampamento quando chega à segurança de uma guarnição em Jalalabad, Afeganistão.
- 1847 — O Tratado de Cahuenga gera um cessar-fogo na Guerra Mexicano-Americana na Califórnia.
- 1849 — Estabelecimento da Colônia da Ilha de Vancouver.
- 1888 — Fundada em Washington, D.C. a National Geographic Society.
- 1895 — Primeira Guerra Ítalo-Etíope: a primeira batalha da guerra, a Batalha de Coatit, ocorre; é uma vitória italiana.
- 1898 — J'accuse…! de Émile Zola expõe o Caso Dreyfus.
- 1900 — Para combater o nacionalismo tcheco, o imperador da Áustria e tambem rei da Hungria, Francisco José I, decreta que o alemão será a língua das Forças Armadas Austro-Húngaras.[2]
- 1910 — A primeira transmissão pública de rádio ocorre; uma performance ao vivo das óperas Cavalleria rusticana e Pagliacci é transmitida pela rádio da Metropolitan Opera House, em Nova Iorque.
- 1915 — O terremoto Avezzano de 6,7 Mw  sacode a província de L'Aquila, na Itália, com uma intensidade máxima de Mercalli de XI (Catastrófico), matando entre 29 978 e 32 610.[3]
- 1935 — Um plebiscito no Sarre mostra que 90,3% dos votantes desejam ingressar na Alemanha nazista.
- 1937 — Criação do Museu Nacional de Belas Artes no Rio de Janeiro.
- 1942 — Segunda Guerra Mundial: primeiro uso de um assento ejetor de aeronave por um piloto de testes alemão em um caça a jato Heinkel He 280.
- 1953 — Publicado no Pravda um artigo acusando alguns dos médicos mais prestigiados e proeminentes da União Soviética, na sua maioria judeus, de participar de um complô para envenenar os membros da liderança política e militar soviética.
- 1958 — Exército de Libertação de Marrocos embosca uma patrulha espanhola na Batalha de Edchera.
- 1963 — Golpe de Estado em Togo resulta no assassinato do presidente Sylvanus Olympio.
- 1966 — Robert C. Weaver se torna o primeiro afro-americano a ser nomeado em um cargo do gabinete executivo federal dos Estados Unidos, sendo nomeado Secretário de Habitação e Desenvolvimento Urbano (cargo equivalente a ministro nos países lusófonos).
- 1982 — Logo após a decolagem, o voo Air Florida 90, um jato Boeing 737, colide com a ponte da 14th Street em Washington, D.C. e cai no rio Potomac, matando 78 pessoas incluindo quatro motoristas.
- 1991 — Dissolução da União Soviética: Tropas da União Soviética atacam os apoiadores da independência da Lituânia em Vilna, matando 14 pessoas e ferindo outras 1000.
- 1993
  - Lançado do Centro Espacial John F. Kennedy, pela terceira vez, o Endeavour com a missão STS-54.
  - Assinada a Convenção sobre Armas Químicas (CWC).
- 2001 — Um sismo atinge El Salvador, matando mais de 800 pessoas.
- 2012 — O navio de cruzeiro Costa Concordia afunda na costa da Itália. 32 mortes foram confirmadas.
- 2018 — Um falso alerta de emergência de um ataque de míssil iminente no Havaí causou pânico generalizado no estado.
- 2020 — O vulcão Taal, nas Filipinas, expele fluxos de lava enquanto entra em erupção na cratera.
- 2021 — Aprovado o segundo impeachment do presidente dos Estados Unidos Donald Trump sob acusação de incitamento à insurreição após invasão do Capitólio.

## Nascimentos

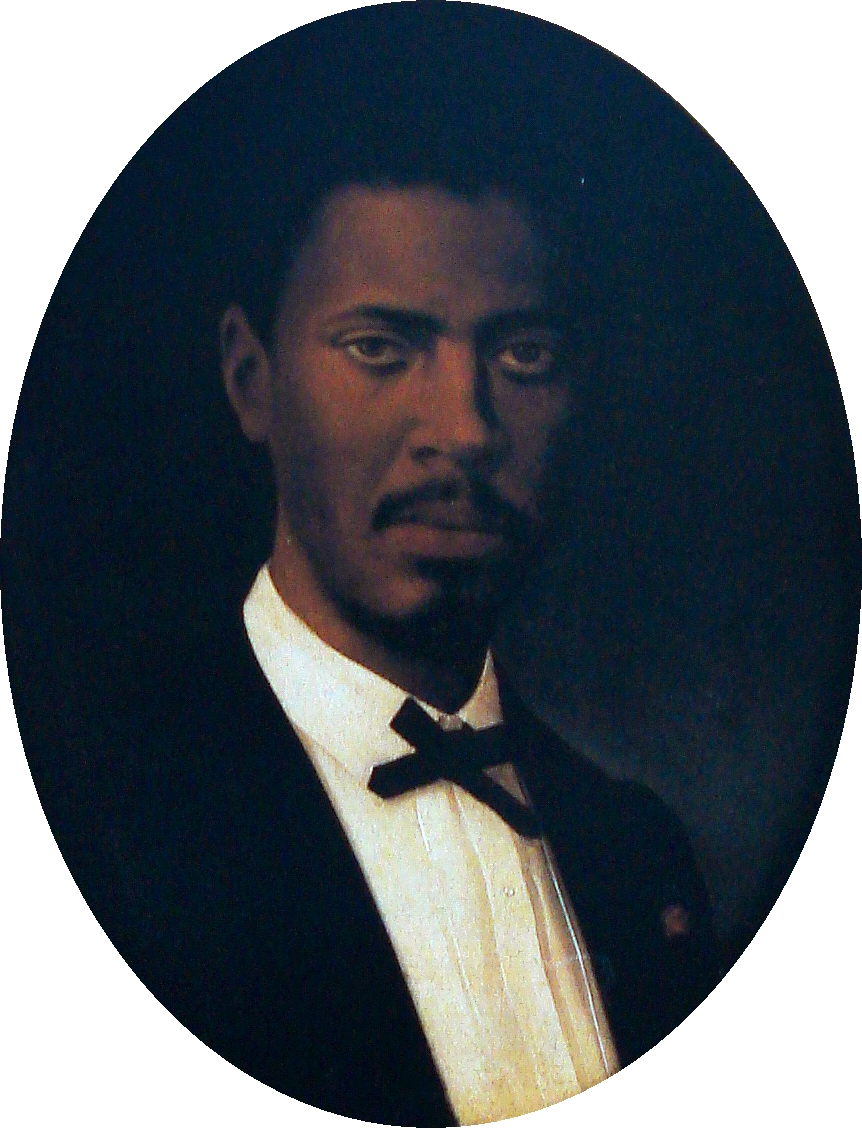
André Rebouças

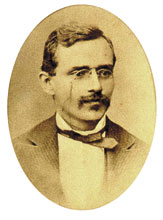
Franklin Távora

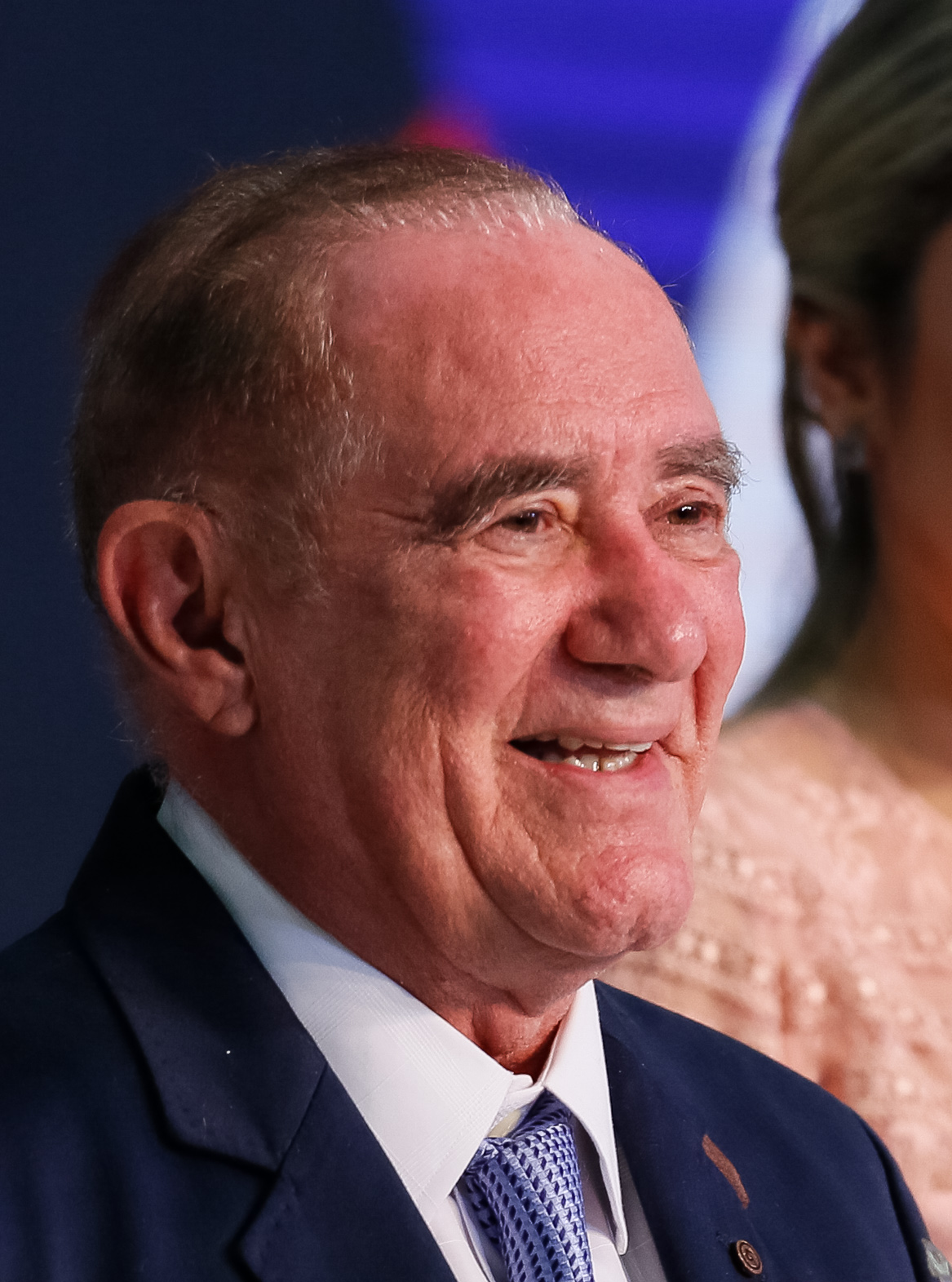
Renato Aragão

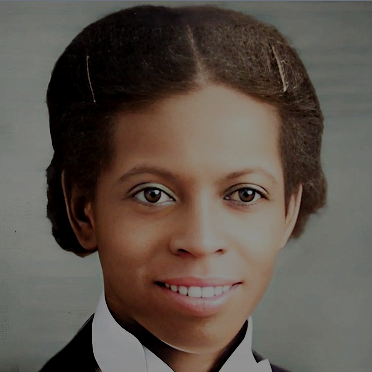
Enedina Alves Marques

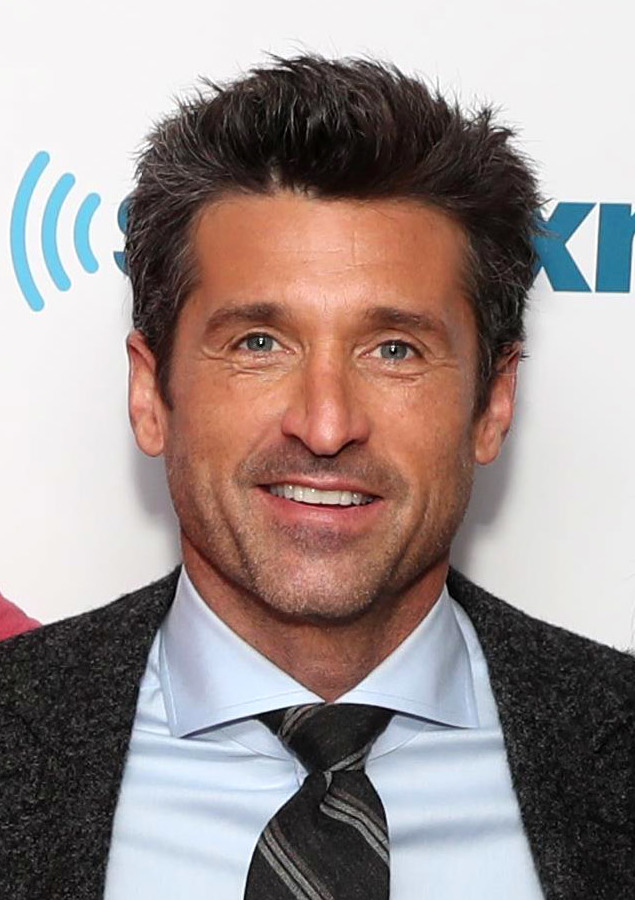
Patrick Dempsey

### Anterior ao século XIX
- 0101 — Lúcio Élio, nobre romano (m. 138).
- 0915 — Aláqueme II, califa omíada (m. 976).
- 1334 — Henrique II de Castela (m. 1379).
- 1400 — João, Condestável de Portugal (m. 1442).
- 1505 — Joaquim II Heitor, Eleitor de Brandemburgo (m. 1571).
- 1596 — Jan van Goyen, pintor e ilustrador neerlandês (m. 1656).
- 1598 — François Mansart, arquiteto francês (m. 1666).
- 1610 — Maria Ana de Áustria, Eleitora da Baviera (m. 1665).
- 1777 — Elisa Bonaparte, princesa francesa (m. 1820).
- 1787 — John Davis, advogado e político norte-americano (m. 1854).

### Século XIX
- 1808 — Salmon P. Chase, jurista e político norte-americano (m. 1873).
- 1837 — Adolf Hausrath, teólogo alemão (m. 1909).
- 1838 — André Rebouças, engenheiro brasileiro (m. 1898).
- 1842 — Franklin Távora, escritor brasileiro (m. 1888).
- 1844 — Generoso Marques, político brasileiro (m.1928).
- 1845 — Félix Tisserand, astrônomo e acadêmico francês (m. 1896).
- 1852 — Gumercindo Saraiva, militar e revolucionário brasileiro (m. 1894).
- 1854 — Tia Ciata, mãe de santo e sambista brasileira (m. 1924).
- 1858 — Oskar Minkowski, biólogo e acadêmico lituano-alemão (m. 1931).
- 1859 — Kostís Palamás, poeta e dramaturgo grego (m. 1943).
- 1864 — Wilhelm Wien, físico e acadêmico alemão (m. 1928).
- 1865 — Maria Amélia de Orléans (m. 1908).
- 1866 — George Ivanovich Gurdjieff, místico e filósofo russo-francês (m. 1949).
- 1869 — Emanuel Felisberto, Duque de Aosta (m. 1931).
- 1870 — Ross Granville Harrison, biólogo e anatomista norte-americano (m. 1959).
- 1871 — Fernando Augusto Pereira da Silva, administrador colonial português (m. 1943).
- 1879 — Melvin Jones, filantropo norte-americano (m. 1961).
- 1883 — Nathaniel Cartmell, corredor e treinador norte-americano (m. 1967).
- 1885 — Manuel Amoroso Costa, matemático brasileiro (m. 1928).
- 1890 — Jüri Uluots, jornalista, advogado e político estoniano (m. 1945).
- 1892 — Ermanno Aebi, futebolista ítalo-suíço (m. 1976).
- 1893 — Chaïm Soutine, pintor bielorrusso-francês (m. 1943).
- 1900 — Gertrude Mary Cox, matemática norte-americana (m. 1978).

### Século XX

#### 1901–1950
- 1902 — Karl Menger, matemático austríaco-americano (m. 1985).
- 1904
  - Richard Addinsell, compositor britânico (m. 1977).
  - Nathan Milstein, violinista e compositor ucraniano-americano (m. 1992).
- 1905 — Kay Francis, atriz norte-americana (m. 1968).
- 1906 — Zhou Youguang, linguista, sinologista e acadêmico chinês (m. 2017).
- 1909 — Helm Glöckler, automobilista alemão (m. 1993).
- 1913 — Enedina Alves Marques, professora e engenheira brasileira (m.1981).
- 1915 — Osa Massen, atriz dinamarquesa-americana (m. 2006).
- 1916 — Liselotte Landbeck, patinadora artística austríaca (m. 2013).
- 1919 — Robert Stack, ator norte-americano (m. 2003).
- 1921 — Necati Cumalı, escritor e poeta greco-turco (m. 2001).
- 1922 — Albert Lamorisse, diretor e produtor francês (m. 1970).
- 1924
  - Paul Feyerabend, filósofo e acadêmico austro-suíço (m. 1994).
  - Roland Petit, dançarino e coreógrafo francês (m. 2011).
- 1925
  - Rosemary Murphy, atriz norte-americana (m. 2014).
  - Ron Tauranac, engenheiro e empresário australiano (m. 2020).
  - Gwen Verdon, atriz e dançarina norte-americana (m. 2000).
- 1927 — Sydney Brenner, biólogo e acadêmico sul-africano (m. 2019).
- 1929
  - Joe Pass, guitarrista e compositor norte-americano (m. 1994).
  - Aureliano Chaves, político brasileiro (m. 2003).
- 1931 — Charles Nelson Reilly, ator, comediante, diretor norte-americano (m. 2007).
- 1933 — Maria Luísa da Bulgária, princesa da Bulgária
- 1935 — Renato Aragão, comediante brasileiro.
- 1938
  - Cabu, cartunista francês (m. 2015).
  - Daevid Allen, cantor, compositor e guitarrista australiano (m. 2015).
  - Richard Anthony, cantor e compositor egípcio-francês (m. 2015).
  - William B. Davis, ator canadense.
- 1939
  - Jacek Gmoch, ex-futebolista e treinador polonês.
  - Roberto Roney, ator e comediante brasileiro (m. 2010).
- 1940 — Edmund White, romancista, memorialista e ensaísta norte-americano.
- 1941 — Pasqual Maragall i Mira, acadêmico e político espanhol.
- 1944 — Chris von Saltza, ex-nadadora norte-americana.
- 1947 — Carles Rexach, ex-futebolista e treinador espanhol.
- 1949
  - Rakesh Sharma, comandante, aviador e astronauta indiano.
  - James Millns, ex-patinador artístico norte-americano.

#### 1951–2000
- 1952 — Beatriz Thielmann,  jornalista brasileira (m. 2015).
- 1954
  - Trevor Rabin, cantor, compositor, guitarrista e produtor sul-africano-americano.
  - Bruno Coulais, compositor francês.
- 1957
  - Mark O'Meara, golfista norte-americano.
  - Lorrie Moore, contista norte-americana.
- 1958
  - Francisco Buyo, ex-futebolista e treinador espanhol.
  - Juan Pedro de Miguel, jogador de handebol espanhol (m. 2016).
- 1959 — Gilmar Rinaldi, ex-futebolista brasileiro.
- 1960 — Eric Betzig, físico e químico norte-americano.
- 1961
  - Wayne Coyne, cantor, compositor e músico norte-americano.
  - Julia Louis-Dreyfus, atriz, comediante e produtora norte-americana.
  - Norberto Scoponi, ex-futebolista argentino.
  - Sixto Vizuete, treinador equatoriano de futebol.
- 1962 — Trace Adkins, cantor, compositor e guitarrista norte-americano.
- 1964 — Penelope Ann Miller, atriz estadunidense.
- 1966 — Patrick Dempsey, ator e automobilista norte-americano.
- 1968 — Pat Onstad, ex-futebolista canadense.
- 1969
  - Stefania Belmondo, ex-esquiadora italiana.
  - Stephen Hendry, jogador de snooker e jornalista britânico.
- 1970
  - Marco Pantani, ciclista italiano (m. 2004).
  - Shonda Rhimes, atriz, diretora, produtora e roteirista norte-americana.
- 1972
  - Vitaly Scherbo, ex-ginasta bielorrusso.
  - Mark Bosnich, ex-futebolista e locutor de esportes australiano.
- 1973 — Gigi Galli, automobilista italiano.
- 1975
  - Rune Eriksen, guitarrista e compositor norueguês.
  - Andrew Yang, empresário norte-americano.
  - Juan Pablo Vojvoda, ex-jogador de futebol e técnico argentino.
- 1976
  - Mario Yepes, ex-futebolista colombiano.
  - Eli Corrêa Filho, radialista e político brasileiro.
- 1977
  - Orlando Bloom, ator e produtor britânico.
  - Elaine de Jesus, cantora brasileira.
  - Mi-Hyun Kim, golfista sul-coreana.
  - James Posey, ex-jogador e treinador de basquete norte-americano.
  - Acosta, ex-futebolista uruguaio.
- 1978
  - Nate Silver, jornalista e estatístico norte-americano.
  - Massimo Mutarelli, ex-futebolista italiano.
  - Paulo César Tinga, ex-futebolista brasileiro.
  - Victor Pecoraro, ator brasileiro.
- 1979
  - Katy Brand, atriz e roteirista britânica.
  - Filipe Alvim, ex-futebolista brasileiro.
- 1980
  - María de Villota, automobilista espanhola (m. 2013).
  - Akira Kaji, futebolista japonês.
  - Wolfgang Loitzl, saltador de esqui austríaco.
  - Adriana Paz, atriz e dançarina mexicana.
- 1981 — Mamam Cherif Touré, futebolista togolês.
- 1982
  - Guillermo Coria, ex-tenista argentino.
  - Ruth Wilson, atriz britânica.
- 1983
  - Ender Arslan, jogador de basquete turco.
  - Zé Castro, futebolista português.
- 1984 — Gabriel Godoy, ator brasileiro.
- 1985 — Souleymane Bamba, futebolista marfinense.
- 1986
  - Joannie Rochette, patinadora canadense.
  - Ederson, futebolista brasileiro.
- 1987
  - Florica Leonida, ginasta romena.
  - Daniel Oss, ciclista italiano.
  - Marcelo Grohe, futebolista brasileiro.
- 1988 — Tomás Rincón, futebolista venezuelano.
- 1989
  - Romeu Ribeiro, futebolista português.
  - Triinu Kivilaan, cantora estoniana.
- 1990
  - Vincenzo Fiorillo, futebolista italiano.
  - Liam Hemsworth, ator australiano.
- 1991 — Genevieve Gaunt, atriz britânica.
- 1992 — Dinah Pfizenmaier, tenista alemã.
- 1995
  - Natalia Dyer, atriz norte-americana.
  - Eros Vlahos, ator britânico.
- 1996 — Vitor Novello, ator brasileiro.
- 1997
  - Luis Díaz, futebolista colombiano.
  - Micah Zandee-Hart, jogadora de hóquei no gelo canadense.
  - Egan Bernal, ciclista colombiano.
  - Connor McDavid, jogador de hóquei no gelo canadense.
- 1998
  - Gabrielle Daleman, patinadora artística canadense.
  - Isabela Souza, atriz brasileira.
- 1999 — Nicholas Art, ator norte-americano.

## Mortes

### Anterior ao século XIX
- 86 a.C. — Caio Mário, general e estadista romano (n. 156 a.C.).
- 47 a.C. — Ptolemeu XIII Téo Filópator, faraó egípcio (n. 63 a.C.).
- 0533 — Remígio de Reims, bispo e santo francês (n. 437).
- 0703 — Jito, imperador japonês (n. 645).
- 0858 — Etelvulfo, rei de Wessex (n. 795).
- 0888 — Carlos, o Gordo, imperador carolíngio (n. 839).
- 1147 — Roberto de Craon, grão-mestre dos Cavaleiros Templários, nascido na França (n. ?).
- 1151 — Suger de Saint-Denis, historiador e político francês (n. 1081).
- 1177 — Henrique II da Áustria (n. 1107).
- 1182 — Inês da Áustria, rainha da Hungria (n. 1154).
- 1599 — Edmund Spenser, poeta inglês (n. 1552).
- 1625 — Jan Brueghel, o Velho, pintor flamengo (n. 1568).
- 1691 — George Fox, reformista cristão inglês (n. 1624).
- 1717 — Maria Sibylla Merian, entomologista e ilustradora alemã (n. 1647).
- 1759 — José de Mascarenhas da Silva e Lencastre, Duque de Aveiro (n. 1708).
- 1781 — Margaret Rolle, 15.ª Baronesa Clinton (n. 1709).
- 1796 — John Anderson, filósofo e educador britânico (n. 1726).

### Século XIX
- 1812 — Mary Spencer, nobre inglesa (n. 1743).
- 1825 — Frei Caneca, religioso e político brasileiro (n. 1779).
- 1838 — Ferdinand Ries, pianista e compositor alemão (n. 1784).
- 1864 — Stephen Foster, compositor e compositor americano (n. 1826).
- 1874 — Victor Baltard, arquiteto francês (n. 1805).
- 1879 — Jakob Dubs, político suíço (n. 1822).
- 1882 — Wilhelm Mauser, engenheiro e empresário alemão (n. 1834).
- 1885 — Schuyler Colfax, jornalista e político norte-americano (n. 1823).
- 1894 — William Henry Waddington, político francês (n. 1826).

### Século XX
- 1906 — Alexander Stepanovich Popov, físico e acadêmico russo (n. 1859).
- 1913 — Raphael Augusto de Souza Campos, político brasileiro (n. 1849).
- 1915 — Mary Slessor, missionária anglo-nigeriana (n. 1848).
- 1916 — Victoriano Huerta, militar e político mexicano (n. 1850).
- 1923 — Alexandre Ribot, acadêmico e político francês (n. 1842).
- 1924 — Georg Hermann Quincke, físico e acadêmico alemão (n. 1834).
- 1929 — Wyatt Earp, policial norte-americano (n. 1848).
- 1934 — Paul Ulrich Villard, físico e químico francês (n. 1860).
- 1941 — James Joyce, romancista, contista e poeta irlandês (n. 1882).
- 1943 — Sophie Taeuber-Arp, pintora e escultora suíça (n. 1889).
- 1944 — Ada Sacchi Simonetta, bibliotecária e ativista italiana (n. 1874).
- 1946 — Etta McDaniel, atriz americana (n. 1890).
- 1956
  - Lyonel Feininger, pintor e ilustrador teuto-americano (n. 1871).
  - Thami El Glaoui, político marroquino (n. 1879).
- 1958 — Jesse L. Lasky, produtor de cinema norte-americano (n. 1880).
- 1963 — Sylvanus Olympio, empresário e político togolês (n. 1902).
- 1976 — Margaret Leighton, atriz britânica (n. 1922).
- 1977 — Henri Langlois, historiador turco-francês (n. 1914).
- 1978 — Hubert Humphrey, farmacêutico, acadêmico e político norte-americano (n. 1911).
- 1979
  - Donny Hathaway, cantor, compositor, pianista e produtor norte-americana (n. 1945).
  - Marjorie Lawrence, soprano australiano-americana (n. 1907).
- 1982 — Marcel Camus, diretor e roteirista francês (n. 1912).
- 1986 — Abdul Fattah Ismail, educador e político iemenita (n. 1939).
- 1988 — Chiang Ching-kuo, político chinês (n. 1910).
- 1993 — Camargo Guarnieri, maestro e compositor clássico brasileiro (n. 1907).
- 1999 — Nelson Werneck Sodré, escritor, historiador e político brasileiro (n. 1911).

### Século XXI
- 2004 — Harold Shipman, médico e assassino em série britânico (n. 1946).
- 2007
  - Lilico, voleibolista brasileiro (n. 1977).
  - Michael Brecker, saxofonista e compositor estado-unidense (n. 1949).
  - Augustin Diamacoune Senghor, líder separatista senegalês (n. 1928).
- 2008
  - Yoshihide Shinzato, mestre de caratê nipo-brasileiro (n. 1927).
  - Sergejus Larinas, tenor soviético (n. 1956).
- 2009
  - Patrick McGoohan, ator, diretor e produtor irlandês-americano (n. 1928).
  - W. D. Snodgrass, poeta norte-americano (n. 1926).
- 2010
  - Ed Thigpen, baterista norte-americano (n. 1930).
  - Jay Reatard, músico norte-americano (n. 1980).
  - Teddy Pendergrass, cantor e compositor norte-americano (n. 1950).
- 2012
  - Rauf Denktaş, advogado e político cipriota-turco (n. 1924).
  - Miljan Miljanić, futebolista e treinador sérvio (n. 1930).
- 2013 — Chia-Chiao Lin, matemático e acadêmico sino-americano (n. 1916).
- 2014
  - Bobby Collins, futbolista e treinador britânico (n. 1931).
  - José Amin Daher, tenista brasileiro (n. 1966).
- 2017 — Antony Armstrong-Jones, 1.º Conde de Snowdon, fotógrafo britânico (n. 1930).
- 2019 — Phil Masinga, futebolista sul africano (n. 1969).
- 2021
  - Eusébio Oscar Scheid, cardeal brasileiro (n. 1932).
  - Maguito Vilela, advogado e político brasileiro (n. 1949).
  - Sylvain Sylvain, guitarrista egípcio (n. 1951).
  - Algaci Tulio, político e comunicador brasileiro (n. 1940)

## Feriados e eventos cíclicos

### Internacional
- Dia Internacional do Leonismo
- Véspera de Ano-Novo Ortodoxo

### Cabo Verde
- Dia da Democracia

### Portugal
- Restauração do Município - Feriado Municipal nos Municípios de Cadaval, Santa Marta de Penaguião, Viana do Alentejo e Vila Nova de Poiares

### Cristianismo
- Hilário de Poitiers

## Outros calendários
- No calendário romano era o dia dos idos de janeiro.
- No calendário litúrgico tem a letra dominical F para o dia da semana.
- No calendário gregoriano a epacta do dia é xviii.